# Liste der Klassischen Philologen an der Universität Wien
Das heutige Institut für Klassische Philologie, Mittel- und Neulatein der Universität Wien geht auf das 1849 gegründete Philologische Seminar zurück. Es ist somit das älteste österreichische Seminar für Klassische Philologie vor den Instituten in Innsbruck (1860), Graz (1863) und Salzburg (1962). Bevor die Klassische Philologie als eigene Wissenschaft an der Universität Wien betrieben wurde, wurde die griechische und lateinische Sprache im Rahmen des sog. „Artisterium“ in Vorbereitung auf das Medizin-, Jus- und (katholische) Theologiestudium gelehrt. Im Laufe der Geschichte wechselte sein Name mehrfach: Bereits 1850 erhielt es die Bezeichnung „Philologisch-historisches Seminar“, 1872 (nach der Trennung vom „Historischen Seminar“) erneut „Philologisches Seminar“, 1956 „Institut für Klassische Philologie“, 2000 seinen jetzigen Namen.
Das folgende Verzeichnis beschränkt sich vorrangig auf Professoren und Professorinnen sowie habilitiertes Personal. Die Liste der Klassischen Philologen und Philologinnen ist nach dem Geburtsjahr der Personen angeordnet; bei gleichen Jahrgängen alphabetisch. Angegeben ist in der ersten Spalte der Name der Person und ihre Lebensdaten, in der zweiten Spalte wird der Eintritt in die Universität angegeben, in der dritten Spalte das Ausscheiden. Spalte vier nennt die höchste an der Universität Wien erreichte Position. Die nächste Spalte nennt Besonderheiten, den Werdegang oder andere Angaben in Bezug auf die Universität oder das Seminar. In der letzten Spalte stehen Bilder der Dozenten.
| Wissenschaftler                      | von       | bis           | Funktionen                             | Bemerkungen | Bild |
| ------------------------------------ | --------- | ------------- | -------------------------------------- | --- | ---- |
| Franz Karl Alter (1749–1804)         | 1779      |               |                                        | Jesuit und Sprachwissenschaftler, Herausgeber zahlreicher Ausgaben (Homer, Lukrez, Cicero) |      |
| Anton Joseph Stein (1759–1844)       | 1804      | 1825          | Ordinarius                             | Professor für klassische Literatur, Verfasser lateinischer und griechischer Gedichte |      |
| Karl Josef Grysar (1801–1856)        | 1850      | 1856          | Ordinarius                             | Schüler Wilhelm August von Schlegels, Mitbegründer des modernen Instituts, Spezialist für griechische und römische Komödie |      |
| Hermann Bonitz (1814–1888)           | 1849      | 1867          | Ordinarius                             | Organisierte das Philologische Seminar neu. Gemeinsam mit Franz Serafin Exner entwarf er die unter Unterrichtsminister Leo von Thun und Hohenstein durchgeführte Reform zum 8-klassigen Gymnasium mit der „Maturitätsprüfung“. |      |
| Emanuel Hoffmann (1825–1900)         | 1856      | 1896          | Ordinarius                             | Organisierte das Philologische Seminar neu, gründete das Corpus Scriptorum Ecclesiasticorum Latinorum und edierte dabei De civitate dei des Augustinus. |      |
| Karl Schenkl (1827–1900)             | 1875      | 1899          | Ordinarius                             | Zuvor Professor in Innsbruck und Graz, wo er die Einrichtung eines philologischen Seminars durchsetzte. Mitbegründer der Wiener Studien (1879) und des Eranos Vindobonensis (1885). Griechische Wörterbucher; Editionen (CSEL). |      |
| Johannes Vahlen (1830–1911)          | 1859      | 1874          | Ordinarius                             | Vertreter der Bonner Schule, Mitbegründer des Instituts und des CSEL. Danach Wechsel nach Berlin. Forschungsgebiet: Ennius |      |
| Theodor Gomperz (1832–1912)          | 1869      | 1900          | Ordinarius (ab 1873)                   | Hauptwerk: Philosophiegeschichte Griechische Denker (1896–1909) |      |
| Wilhelm von Hartel (1839–1907)       | 1869      | 1895          | Ordinarius (ab 1872)                   | ab 1869 außerordentlicher, ab 1872 ordentlicher Professor; ab 1891 Direktor der Hofbibliothek Wien; 1900 bis 1905 Minister für Kultus und Unterricht. CSEL-Ausgaben (Cyprian). |      |
| Pius Knöll (1844–1929)               |           |               |                                        | 1865–1870 Studium für Klassische Philologie in Wien, danach Gymnasiallehrer und Direktor des Piaristengymnasiums, Arbeiten zu Babrios, Herausgeber von Werken des Eugippius und Augustinus (u. a. Confessiones) für das CSEL |      |
| Michael Gitlbauer (1847–1903)        | 1879      | 1903          | tit. Ordinarius (ab 1901)              | 1877 Privatdozent, ab 1879 außerordentlicher Professor. Numismatiker, Entzifferer der griechischen Kurzschrift (Tachygraphie) |      |
| Hugo Jurenka (1858–1920)             | 1901      | nicht bekannt | tit. Extraordinarius (ab 1909)         | Gymnasiallehrer, 1895 Privatdozent. Spezialgebiete: Griechische Lyrik, Chorlyrik, Aischylos. Zahlreiche Schulausgaben. |      |
| Hans von Arnim (1859–1931)           | 1900 1921 | 1914 1930     | Ordinarius                             | Von 1914 bis 1921 Professor an der Universität in Frankfurt am Main. Spezialist für griechische Rhetorik und Philosophie (Stoicorum veterum fragmenta, Platon). |      |
| Edmund Hauler (1859–1941)            | 1899      | 1931          | Ordinarius                             | 1882 promoviert sub auspiciis imperatoris (als erster Student einer österreichischen philosophischen Fakultät), ab 1896 Extraordinarius. Spezialist für Textkritik: Entdeckung von Menander- und Sallustfragmenten, Fronto. |      |
| Friedrich Marx (1859–1941)           | 1896      | 1899          | Ordinarius                             | Vertreter der Bonner Schule, Professor an mehreren deutschen Universitäten, ab 1906 in Bonn. Forschungsschwerpunkt Textkritik (Rhetorica ad Herennium (1894), Lucilius (1894/1895), Celsus (1915)) |      |
| Heinrich Schenkl (1859–1919)         | 1917      | 1919          | Ordinarius                             | Sohn von Karl Schenkl, zuvor Professor in Graz. Schwerpunkt Textkritik: z. B. Bucolica des Calpurnius Siculus und Nemesian (1885), Themistios, Mark Aurels Selbstbetrachtungen (1913) |      |
| Richard Cornelius Kukula (1862–1919) | 1904      | 1905          | Privatdozent                           | Habilitation an der Universität Wien, danach ao. (1905) und o. Prof. (1909) in Graz. |      |
| August Engelbrecht (1861–1925)       | 1901      | 1908          | Extraordinarius                        | Gymnasiallehrer, Redaktor am CSEL. Editionen zu Claudianus Mamertus, Faustus von Riez u. a., 1908 tit. o. Prof. |      |
| Ludwig Radermacher (1867–1952)       | 1909      | 1936          | Ordinarius                             | Vertreter der Bonner Schule, Spezialist für Textkritik (Ausgaben zu Dionysios von Halikarnass (1899), Demetrios von Phaleron und der Institutio Oratoria des Quintilian (1907)), 1936 aufgrund der Finanznöte der Ersten Republik vorzeitig in den Ruhestand versetzt.                                                                      |      |
| Robert Kauer (1868–1930)             |           |               | tit. Extraordinarius 1928              | Gymnasiallehrer, Landesschulinspektor, Beamter im Staatsamt für soziale Verwaltung. Spezialgebiet: Terenz (Literaturbericht, Oxford-Ausgabe) |      |
| Josef Mesk (1869–1946)               | 1914      | 1917          | Extraordinarius                        | Zuvor (ab 1909) ao. Professor in Graz, danach o. Professor in Graz (bis 1939). Forschungsschwerpunkte: griechische Tragödie, Isokrates, Plinius und Tacitus |      |
| Karl Prinz (1872–1945)               | 1917      | 1919          | Extraordinarius                        | Gymnasiallehrer, Mitarbeiter am Thesaurus Linguae Latinae, 1911 Habilitation in Wien, ab 1919 Ordinarius in Graz. Forschungsschwerpunkt klass. Latinistik, u. a. Martial |      |
| Alfred Kappelmacher (1876–1932)      | 1931      | 1932          | Ordinarius                             | Ab 1924 Extraordinarius. Hauptwerk: Literaturgeschichte „Die Literatur der Römer bis zur Karolingerzeit“ |      |
| Karl Mras (1877–1962)                | 1933 1945 | 1938 1956     | Ordinarius                             | Zuvor Extraordinarius in Graz, während der NS-Zeit als Regimegegner entlassen. Forschungsschwerpunkt: Textkritik (Lukian, Macrobius, Eusebius von Caesarea) |      |
| Mauriz Schuster (1879–1952)          | 1935      | 1945          | tit. Extraordinarius                   | Forschungsschwerpunkt: Textkritik (Catull, Plinius der Jüngere, Properz), Herausgeber einer lateinischen Grammatik (gem. mit Emil Gaar) und zahlreicher Schulausgaben |      |
| Josef Bick (1880–1952)               | 1914      | nicht bekannt | tit. Extraordinarius                   | Generaldirektor der Österreichischen Nationalbibliothek (1926–1938, 1946–1949), in KZ Dachau und Sachsenhausen interniert |      |
| Johannes Mewaldt (1880–1964)         | 1931      | 1946          | Ordinarius                             | Spezialist für Medizingeschichte (Corpus Medicorum Graecorum), Epikureismus und Lukrez. NSDAP-Mitglied. |      |
| Richard Meister (1881–1964)          | 1938      | 1945          | Ordinarius                             | 1920 Extraordinarius, ab 1923 erster ordentlicher Professor für Pädagogik. Während der NS-Zeit auf die unverfänglichere Professur für Philologie versetzt, danach wieder Pädagogikprofessor, 1949/50 Rektor und 1951–1963 Präsident der Österreichischen Akademie der Wissenschaften.                                                       |      |
| Emil Gaar (1883–1953)                |           |               | Honorarprofessor                       | Gymnasialprofessor und Lehrbeauftragter, Verfasser des Liber Graecus und Liber Latinus (gem. mit Schuster) |      |
| Hans Gerstinger (1885–1971)          | 1935      | 1940          | Extraordinarius                        | Vorstand der Handschriften- und Papyrussammlung der Österreichischen Nationalbibliothek (1931–1936), danach Ordinarius in Graz. |      |
| Hans Oellacher (1889–1949)           | 1948      | 1949          | Ordinarius                             | Papyrologe und Gymnasiallehrer, 1940–1945 am Thesaurus Linguae Latinae in München tätig, ab 1946 Extraordinarius in Wien, Freitod in Institutsräumlichkeiten. |      |
| Gertrud Herzog-Hauser (1894–1953)    |           | 1950          | tit. Extraordinaria                    | Gymnasiallehrerin und Direktorin, 1932 erste in Klassischer Philologie an der Universität Wien habilitierte Frau, verlor während der NS-Zeit Schulstelle und Venia, Flucht in die Niederlande und die Schweiz, nach 1945 Rückkehr nach Wien                                                                                                 |      |
| Karl Kunst (1895–1926)               | 1924      | 1926          | Extraordinarius                        | Schwerpunkt: Griechisch-römische Komödie |      |
| Albin Lesky (1896–1981)              | 1949      | 1967          | Ordinarius                             | Zuvor ao. Prof. Wien, o. Prof. in Innsbruck (NSDAP-Mitglied 1939). Forschungsgebiete: Homer, griechische Tragödie, griechische Geistesgeschichte. Hauptwerke: „Die tragische Dichtung der Hellenen“, „Geschichte der griechischen Literatur“.                                                                                               |      |
| Walther Kraus (1902–1997)            | 1955      | 1973          | Ordinarius                             | Gymnasiallehrer, aufgrund jüdischer Herkunft 1938 aus dem Schuldienst entlassen, ab 1951 Extraordinarius. RE-Artikel „Ovidius Naso“, Editionen und Kommentare zu Aischylos’ Hiketiden (1948) und Menanders Dyskolos (1960). |      |
| Konrad Glaser (1903–1943)            | 1942      | 1943          | Extraordinarius                        | Spezialist für griechische Staatsphilosophie. NSDAP-Mitglied. |      |
| Ludwig Bieler (1906–1981)            | 1936      | 1938          | Privatdozent                           | 1938 vertrieben, Emigration nach Irland. Mittellateiner, Spezialist für mittellateinische irische Texte. |      |
| Rudolf Hanslik (1907–1982)           | 1960      | 1977          | Ordinarius                             | Ab 1951 Extraordinarius in Wien, Edition der Regula Benedicti. |      |
| Hans Strohm (1908–1998)              | 1974      | 1976          | Ordinarius                             | Extraordinarius in München und Erlangen. Forschung zu Pindar und Euripides. |      |
| Herbert Hunger (1914–2000)           | 1962      | 1985          | Ordinarius für Byzantinistik           | Begründer der Wiener Schule für Byzantistik, von 1973 bis 1982 Präsident der ÖAW |      |
| Polychronis Enepekides (1917–2014)   | 1974      | 1982          | Extraordinarius für Byzantinistik      | Promotion 1946, Habilitation 1950 am Institut für Klassische Philologie, Forschungsschwerpunkte: Byzantinistik und Neogräzistik |      |
| Hans Schwabl (1924–2016)             | 1968      | 1993          | Ordinarius                             | Zuvor Ordinarius an der Freien Universität Berlin. Schwerpunkt Religionsgeschichte: Artikel Weltschöpfung (1958) und Zeus (1978) in der RE. |      |
| Adolf Primmer (1931–2011)            | 1973      | 1999          | Ordinarius                             | Habilitation zu Ciceros Prosarhythmus (Cicero Numerosus). |      |
| Klaus Zelzer (* 1936)                |           |               | tit. Extraordinarius (1986)            | Schwerpunkt: Patristik (Benedikt von Nursia, Ambrosius) |      |
| Eugen Dönt (1939–2022)               | 1981      | 2007          | Ordinarius                             | Zuvor Professor in Graz. Forschungsschwerpunkte: Platon und Aristophanes. |      |
| Michaela Zelzer (1939–2012)          |           |               | tit. Extraordinaria (1999)             | Schwerpunkt: Spätantike, Patristik, lateinische Paläographie |      |
| Hubert Petersmann (1940–2001)        | 1976      | 1981          | Universitätsdozent                     | Ab 1981 o. Universitätsprofessor in Heidelberg (Nachfolge Pöschl). Schwerpunkte: Petron, Plautus, Koine, gesprochene lateinische Sprache |      |
| Walter Stockert (* 1940)             |           |               | Lehrbeauftragter                       | Gymnasialprofessor. Schwerpunkte: griechische Tragödie (Euripides und römische Komödie (Plautus)) |      |
| Hermann Harrauer (* 1941)            | 1999      | 2005          | tit. Universitätsprofessor             | Von 1984 bis 2005 Leiter der Papyrussammlung der Österreichischen Nationalbibliothek |      |
| Erich Woytek (* 1942)                | 1983      | 2008          | Extraordinarius, Universitätsprofessor | Schwerpunkte: Varros Satiren, Plautus, pseudovergilische Ciris |      |
| Johannes Divjak (* 1943)             |           | 2008          | tit. Extraordinarius (1988)            | Entdecker von 29 bisher unbekannten Augustinus-Briefen (Divjak-Briefe) |      |
| Franz Römer (* 1943)                 | 1978      | 2011          | Ordinarius                             | Textkritische Arbeiten zu Augustinus und Tacitus, Forschungsschwerpunkt: Neulatein. Von 1996 bis 2010 Dekan. |      |
| Kurt Smolak (* 1944)                 | 1981      | 2009          | Extraordinarius, Universitätsprofessor | Ab 1997 Universitätsprofessor. Forschungsschwerpunkte: Lateinische Dichtung der Spätantike und des Mittelalters, Hagiographie |      |
| Christine Harrauer (1945–2023)       | 2003      | 2007          | tit. Universitätsprofessorin (2003)    | Leiterin der Fachbereichsbibliothek für Klassische Philologie (1977–2007), Forschungsschwerpunkte: Mythos und Religionsgeschichte der Antike, Nachleben des antiken Mythos in der Neuzeit |      |
| Paul Raimund Lorenz (1947–2025)      |           |               | Assistenz-Professor                    | Promotion in Graz mit der Dissertation: „Philologisch-philosophischer Kommentar zu Aristoteles, Metaphysik Z, Kap. 4-6, 10-11“ (1977). Schwerpunkte: Griechische Philosophie und Sprachgeschichte, antike Mathematik. |      |
| Herbert Bannert (* 1950)             | 1983      | 2016          | Extraordinarius                        | Schwerpunkte: Homer, griechische Tragödie, antike Medizin |      |
| Christine Ratkowitsch (* 1953)       | 2011      | 2018          | Universitätsprofessorin                | Forschungsschwerpunkte Neuplatonismus in Spätantike und Mittelalter, Baudri von Bourgueil, lateinische Epik der Antike und des Mittelalters |      |
| Danuta Shanzer (* 1956)              | 2011      |               | Universitätsprofessorin                | Forschungsschwerpunkt: Lateinische Literatur der Spätantike und des Mittelalters |      |
| Georg Danek (* 1957)                 | 1997      | 2022          | Extraordinarius                        | Schwerpunkte: Homer, südslawische Heldendichtung, der griechische Roman |      |
| Fritz Lošek (* 1957)                 |           |               | Universitätslektor                     | Lexikograph (Stowasser in mehreren Versionen) und Mittellateiner, Habilitation 1991 |      |
| Dorothea Weber (* 1957)              |           |               | Lehrbeauftragte                        | Seit 2012 Professorin in Salzburg, Schwerpunkt: Patristik, Leiterin des CSEL |      |
| Elisabeth Klecker (* 1960)           | 2011      |               | Extraordinaria                         | Schwerpunkte: Latein in Renaissance und Barock, neulateinische Epik, Emblematik |      |
| Hildegund Müller (* 1964)            | 1997      | 2010          | Universitätsassistentin                | Schwerpunkte: Predigten lateinischer Kirchenväter (insbesondere Augustinus), lateinisches Mittelalter (Luculentius-Homilien aus karolingischer Zeit). Habilitation 2004 für Klassische Philologie (Latein) mit Einschluss der Lateinischen Philologie des Mittelalters. Seit 2008 Associate Professor of Classics, University of Notre Dame |      |
| Robert Wallisch (* 1966)             | 1996      |               | Lehrbeauftragter (Latinumkurse)        | Promotion zu Platons vorsokratischer Ontologie, Habilitation zu Amerigo Vespucci. Schwerpunkt: Neulateinische Reiseliteratur. |      |
| Stefan Büttner (* 1967)              | 2011      |               | Universitätsprofessor                  | Spezialist für griechische Philosophie und Tragödie |      |
| Marie-Christine Leitgeb (* 1967)     | 2007      |               | Lehrbeauftragte                        | Habilitation 2012 an der Universität Wien. Forschungsschwerpunkte: griechischer Mythos, Platon und Platonismus in der frühen Neuzeit (Marsilio Ficino). |      |
| Hartmut Wulfram (* 1967)             | 2013      |               | Universitätsprofessor                  | Forschungsschwerpunkte: Vitruv, Alexanderroman, italienische Renaissance des 15. Jahrhunderts (Leon Battista Alberti) |      |
| Farouk Grewing (* 1968)              | 2007      | 2015          | Universitätsprofessor                  | Spezialist für Martial. In Wien entlassen, danach wissenschaftlicher Mitarbeiter in Leipzig. |      |
| Stefan Hagel (* 1968)                | 1991      | 1992          | Universitätsassistent                  | Habilitation 2009 an der Universität Wien, Angestellter und Projektleiter bei der ÖAW seit 1991, Korrespondierendes Mitglied (seit 2017). Seit 1998 regelmäßig Lehrveranstaltungsleiter an der Universität Wien. Forschungsschwerpunkte: Musikgeschichte, Musiktheorie, Musikarchäologie, Digital Humanities                                |      |
| Andreas Heil (* 1969)                | 2017      |               | Universitätsprofessor                  | Studium in Heidelberg und Dresden. Forschungsschwerpunkte: Senecas Tragödien, römisches Epos und seine Rezeption. |      |
| Alfred Dunshirn (* 1977)             | 2017      |               | Universitätsassistent                  | Klassischer Philologe und Philosoph, Habilitation 2010 für das Fach Philosophie, Forschungsschwerpunkte: Parmenides, Platon, Aristoteles. Seit 2002 regelmäßig Lehrveranstaltungsleiter an der Universität Wien. |      |
| Gottfried Eugen Kreuz (* 1978)       | 2004      | 2010          | Universitätsassistent                  | Danach Assistenzprofessor, assoziierter Professor in Salzburg (ab 2015). Schwerpunkte: Statius, christliche Dichtung der Spätantike, mittelalterliche Bibelepik. |      |
| Daniela Mairhofer (* 1979)           | 2014      | 2016          | Universitätsassistentin                | Studium in Innsbruck, 2010–2016 Anstellung in Oxford, seit 2016 Professor in Princeton. Spezialistin für Mittellatein. |      |
| Laura Gianvittorio-Ungar             | 2015      |               | Lehrbeauftragte                        | Promotion in Palermo mit der Arbeit „Il linguaggio dei Presocratici“ (2008), Habilitation in Wien mit der Arbeit „Re-imagining Early Tragedy. Perspectives on Genre and Poetics.“ (2022) |      |
| Bernardo Ballesteros Petrella        | 2023      |               | Assistenzprofessor                     | Schwerpunkte: Homer, babylonische Erzähldichtung, vergleichende Religionswissenschaft |      |
| Katja Weidner                        | 2021      |               | Assistenzprofessorin                   | Schwerpunkt: Lateinische Literatur des Mittelalters |      |